# Неферренпет I
Неферренпет I (*д/н — 1214/1213 до н. е.) — давньоєгипетський державний діяч XIX династії, верховний жрець Птаха у Мемфісі за володарювання фараонів Рамсеса II та Мернептаха. Натепер відомі стела і статуя Неферренпета.

## Життєпис
Походив зі впливового жрецького роду Мемфіса. Син Птахемахета та Кафріт. У 1223 році до н. е. після смерті Рахотепа II стає новим верховним жерцем Птаха. Незабаром призначається головою усіх пророків (жерців) Верхнього та Нижнього Єгипту. Завдяки цьому сприяв перевазі мемфіського жрецтва над фіванським.
На 57 рік правління фараона Рамсеса II (близько 1233 року до н. е.) призначається на посаду чаті (візира) Верхнього Єгипту. На цій посаді відповідав за спорудження гробниці фараона. Також керував будівельними роботами у Фіванському регіоні. Згодом набув найбільшого впливу серед сановників наприкінці панування Рамсеса II.
Організовував церемонію сходження на трон нового фараона Мернептаха. Водночас керував церемонією поховання Рамсеса II. Помер під час правління Мернептаха. Поховано в гробниці в некрополі Саккара.

## Родина
Дружина — Мутпіпу-Тапіпу.
Діти:
- Бакенптах
- Інухайєт
- Тауеретхаті
- Рес
- Хенутметер